# Potentilla bipinnatifida
Potentilla bipinnatifida är en rosväxtart som beskrevs av David Douglas och William Jackson Hooker. Potentilla bipinnatifida ingår i Fingerörtssläktet som ingår i familjen rosväxter. Utöver nominatformen finns också underarten P. b. platyloba.